# Schizoprymnus brevipennis
Schizoprymnus brevipennis är en stekelart som först beskrevs av Axel Leonard Melander och Charles Thomas Brues 1903.  Schizoprymnus brevipennis ingår i släktet Schizoprymnus och familjen bracksteklar. Inga underarter finns listade i Catalogue of Life.